# Cerkiew Ofiarowania Przenajświętszej Bogurodzicy w Nienowicach
Cerkiew pod wezwaniem Ofiarowania Przenajświętszej Bogurodzicy (Wprowadzenia Bogurodzicy do Świątyni) – prawosławna cerkiew filialna w Nienowicach. Należy do parafii Zaśnięcia Przenajświętszej Bogurodzicy w Kalnikowie, w dekanacie Przemyśl diecezji przemysko-gorlickiej Polskiego Autokefalicznego Kościoła Prawosławnego.

## Historia
Pierwszą drewnianą cerkiew w Nienowicach (pod wezwaniem Przenajświętszej Maryi Panny) zbudowano w 1688. Świątynia ta uległa spaleniu w czasie I wojny światowej. Obecna cerkiew – również z drewna – powstała w wyniku rozbudowy kaplicy greckokatolickiej wzniesionej w 1896. Po rozbudowie w 1986, staraniem ks. Bazylego Zabrockiego, urządzono w niej cerkiew prawosławną pw. Wprowadzenia Bogurodzicy do Świątyni.

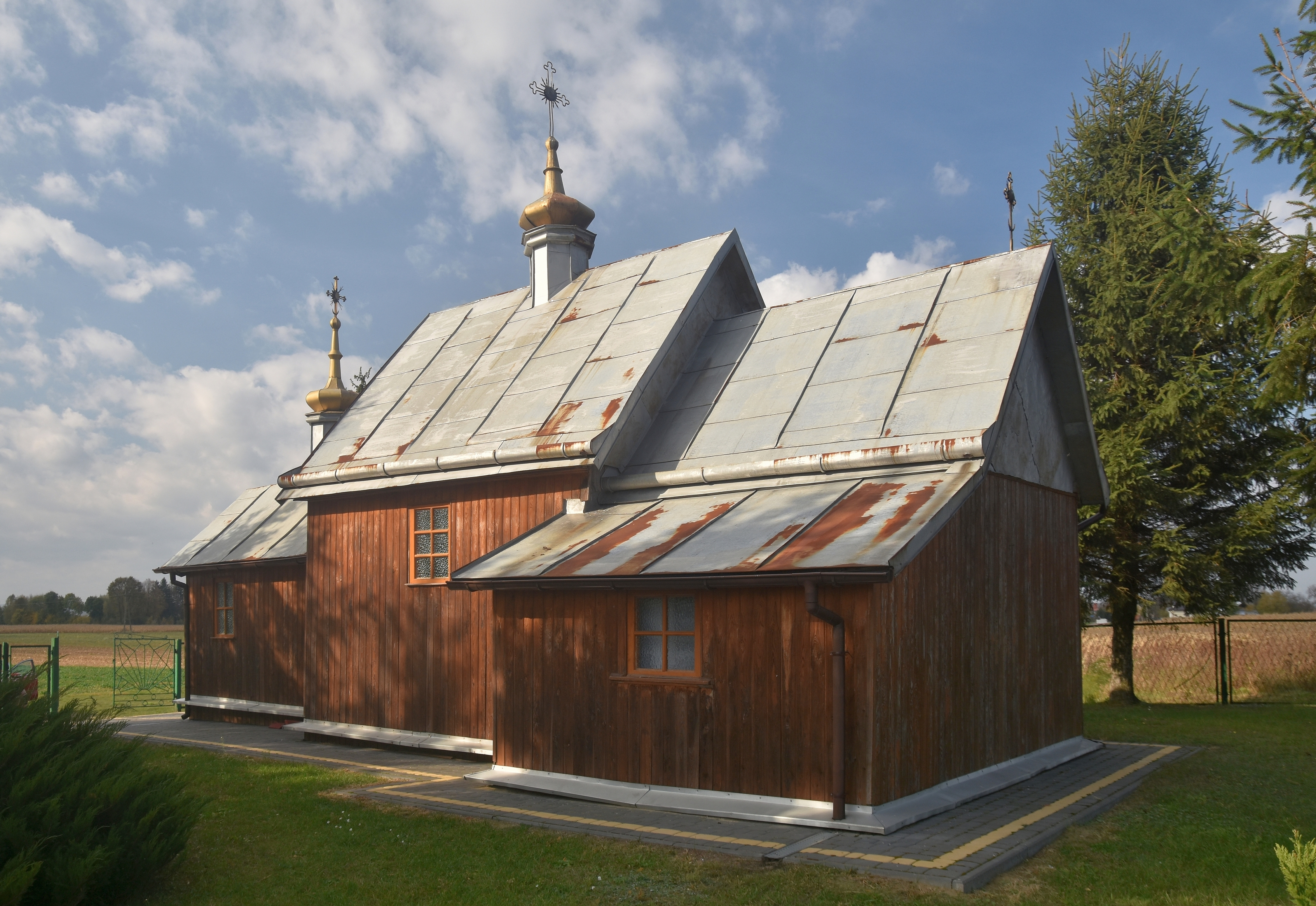
Elewacja boczna
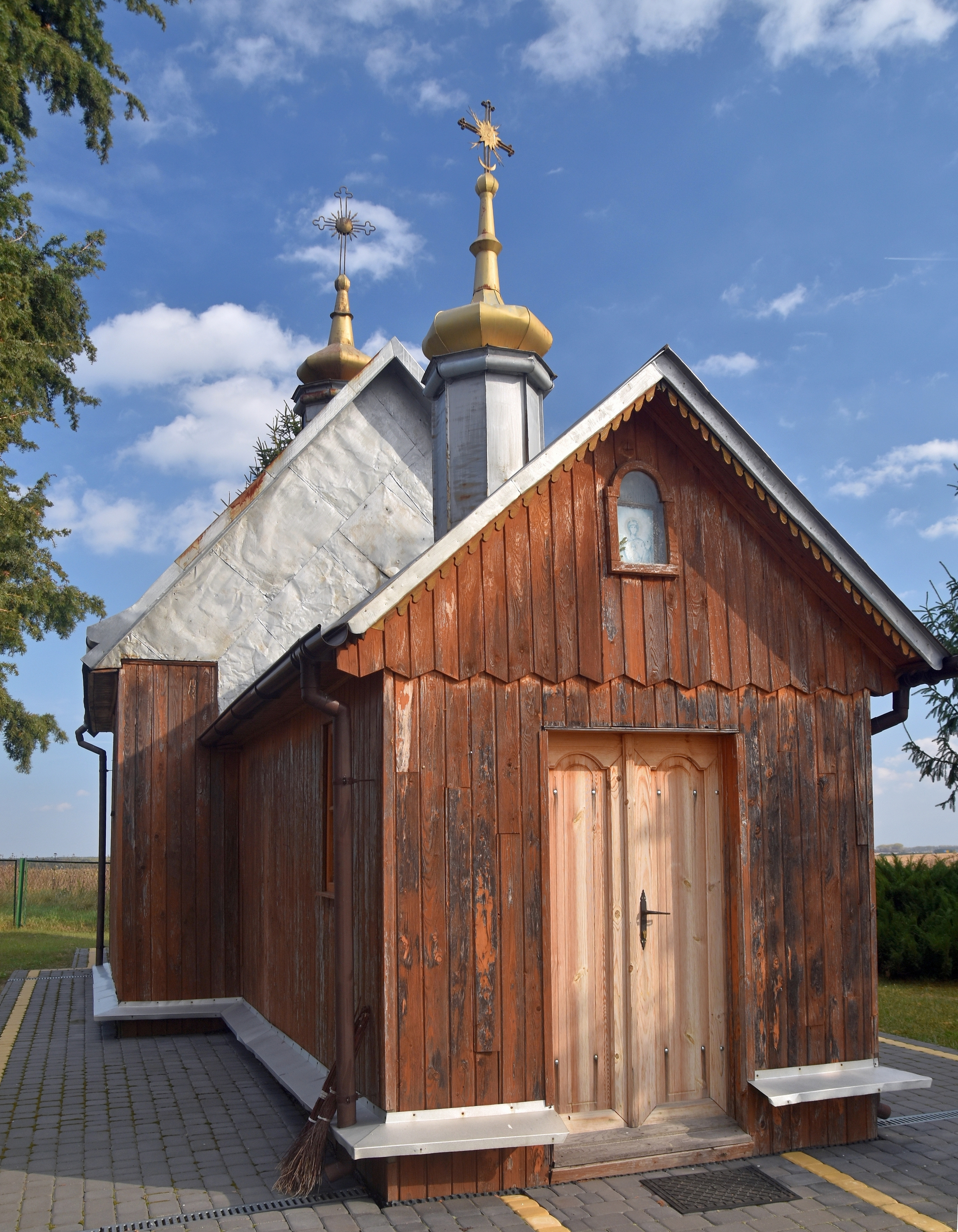
Elewacja frontowa
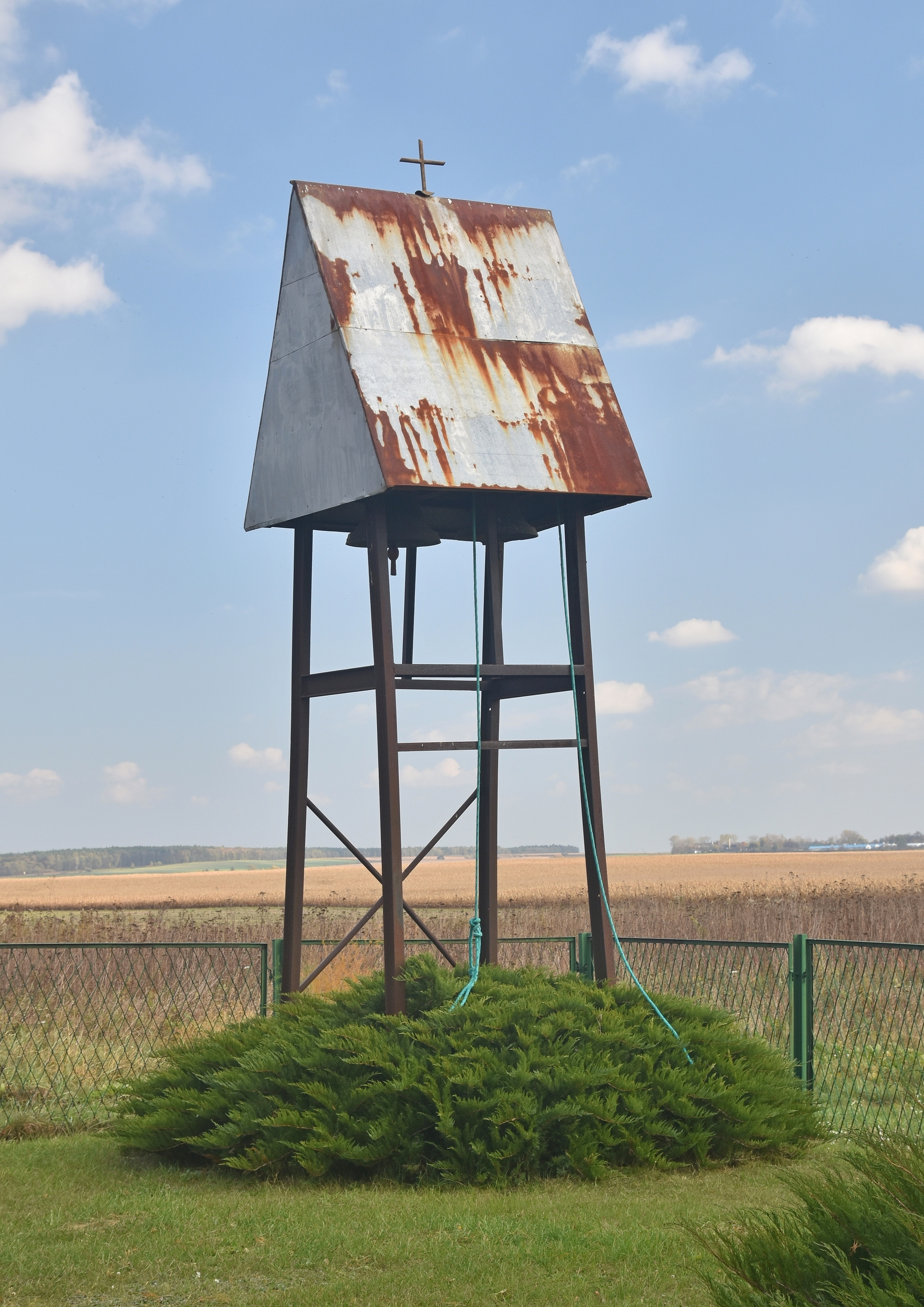
Dzwonnica

## Architektura i wyposażenie
Świątynia drewniana, trójdzielna. Prezbiterium zamknięte ścianą prostą z dobudowaną zakrystią. Nawa szersza i wyższa. Od frontu niski babiniec, pełniący funkcję przedsionka. Każdy element bryły zamknięty oddzielnym dachem jednokalenicowym krytym blachą. Nad nawą i babińcem ośmioboczne wieżyczki zakończone baniastymi hełmami. Ściany oszalowane deskami z blaszanym fartuchem przy podmurówce.
Wewnątrz znajduje się otoczona kultem ikona Matki Bożej z XIX w..